# Katarina Waters
Katarina Leigh Waters (* 10. listopadu 1980) je německo-anglická profesionální wrestlerka a manažerka. Nejvíce známa je pro své působení ve World Wrestling Entertainment a Total Nonstop Action Wrestling. Ve WWE zápasila v rosteru Raw pod jménem Katie Lea a jako Winter v TNA. Před podepsáním smlouvy s WWE zápasila mnoho let v nezávislém okruhu, přesněji v Frontier Wrestling Alliance, kde používala ringové jméno Nikita.
Ve WWE byla trénována v jejich teď už bývalém vývojovém středisku Ohio Valley Wrestling, kde byla dvakrát Women's šampionka. V dubnu 2010, po propuštění z WWE, začala Katarina pracovat pro TNA kde získala nové ringové jméno, Winter. První rok v této společnosti dělala manažerku Angelině Love a společně s ní také vyhrála v prosinci 2010 TNA Knockouts Tag Team šampionát a o rok později se jí samotné podařilo získat i TNA Knockout Women's titul.

## Osobní život
Kat se narodila i vyrůstala v Německu. Později se s rodinou přestěhovala do Anglie kde chodila na univerzitu. Umí plynule mluvit oběma jazyky. Společně s Shelly Martinez si zahrála ve videoklipu od Electrolightz, "Miss Outta Control". Na televizních obrazovkách ztvárnila pár malých rolí vč. v show Comedy Lab v roce 2002. Pod jménem Nikita soutěžila i v show Pevnost Boyard.

## Ve wrestlingu
Zakončovací chvaty
- Blood Mist
- Swinging Side Slam

Ostatní chvaty
- Bridging Northern Lights
- Enzuigiri
- Missile dropkick
- Samoan drop
- Spinning backbreaker Winter s Angelinou Love jako Tag Team šampionky

Manažeři
- Angelina Love

Jako manažerka
- Hade Vansen
- Paul Burchill / The Ripper
- Angelina Love

Přezdívky
- "The Kat"
- "The Queen of Chaos"

Theme songy

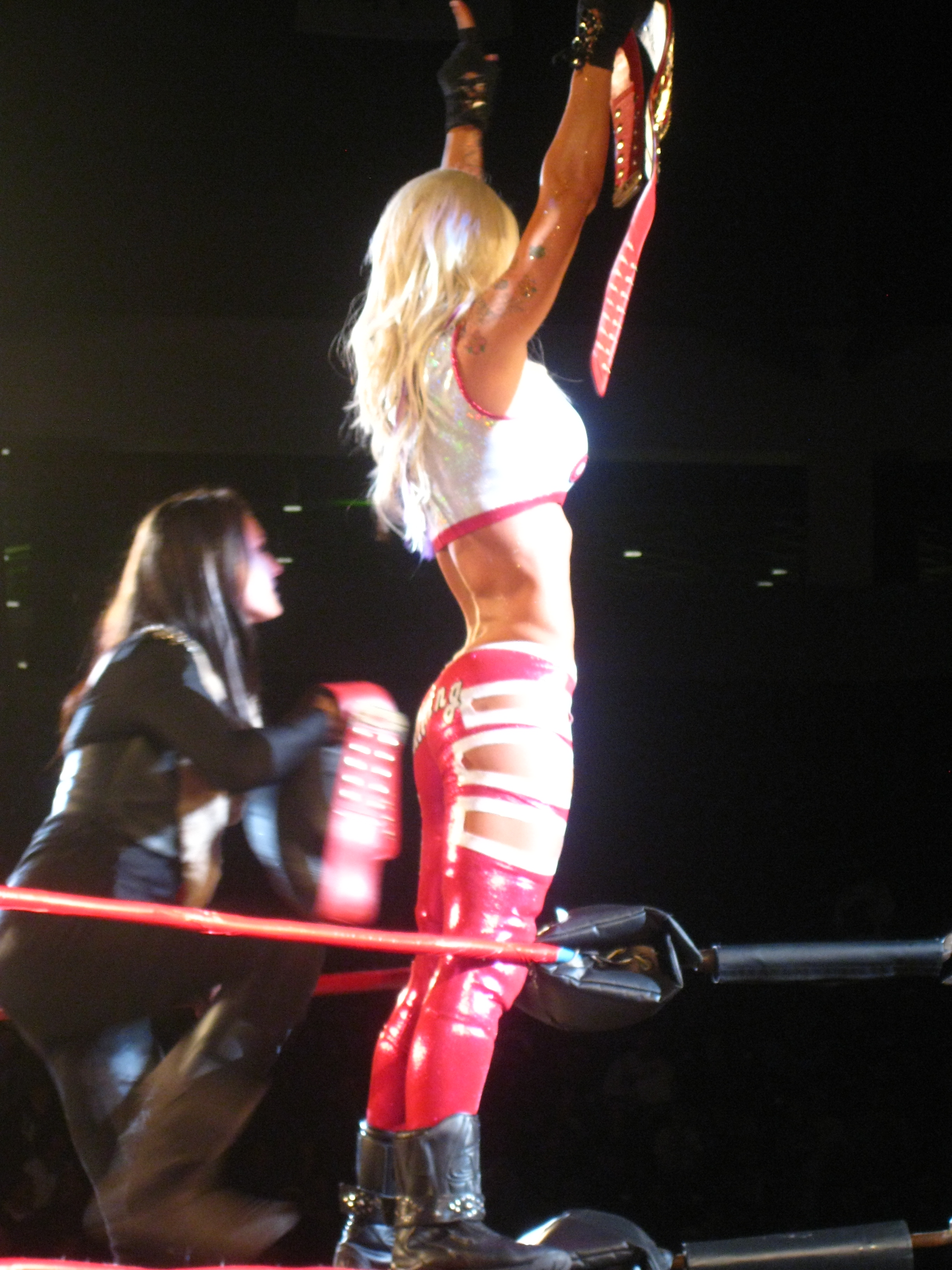
Winter s Angelinou Love jako Tag Team šampionky

- "Hands of Wicked" od Dale Oliver (TNA)